# Женский мировой шоссейный кубок UCI 1999
Женский мировой шоссейный кубок UCI 1999 — 2-й сезон одноимённого шоссейного сезонного соревнования.

## Обзор сезона
Календарь турнира претерпел изменения. По сравнению с прошлым сезоном он пополнился тремя новыми гонками — бельгийской Флеш Валонь Фамм которая просуществует в Кубке все последующие сезоны, итальянской Примавера Роза и новозеландской Канбера Ворлд Кап. Таким образом турнир стал состоять из 9 однодневных гонок которые также входили в Женский мировой шоссейный календарь UCI 1999. Турнир стартовал в начале марта двумя гонками в Австралии и Новой Зеландии. Затем в марте и апреля прошло ещё две гонки снова в Европе. После этого в мае и июне были проведены две гонки в США и Канаде. Заключительные три гонки прошли в августе и сентябре в Европе.
Регламент турнира остался прежним. Индивидуальный рейтинг предусматривал начисление очков первым 20 гонщицам на каждой гонке. Победитель сезона определялся по общей сумме набранных очков независимо от количества проведённых гонок.
Начисляемые очки
| Место | 1  | 2  | 3  | 4  | 5  | 6  | 7  | 8  | 9  | 10 | 11 | 12 | 13 | 14 | 15 | 16 | 17 | 18 | 19 | 20 |
| ----- | -- | -- | -- | -- | -- | -- | -- | -- | -- | -- | -- | -- | -- | -- | -- | -- | -- | -- | -- | -- |
| Очки  | 75 | 50 | 35 | 30 | 27 | 24 | 21 | 18 | 15 | 11 | 10 | 9  | 8  | 7  | 6  | 5  | 4  | 3  | 2  | 1  |

Победительницей индивидуального рейтинга стала австралийка Анна Уилсон которая выиграла 2 гонки, она также стала первой по итогам Мирового календаря UCI 1999. Второе место заняла немка Ханка Купфернагель, третье – австралийка Трейси Годри.

## Календарь
| 7 мар  | Канбера Ворлд Кап           | CDM | Анна Уилсон        | Ханка Купфернагель   | Сара Симингтон     |
| 14 мар | Гамильтон Ворлд Кап         | CDM | Роберта Бонаноми   | Гунн-Рита Дале       | Трейси Годри       |
| 20 мар | Примавера Роза              | CDM | Сара Феллони       | Габриэлла Преньолато | Хантал Белтман     |
| 14 апр | Флеш Валонь                 | CDM | Ханка Купфернагель | Эдита Пучинскайте    | Синди Питерс       |
| 30 май | Монреаль Ворлд Кап          | CDM | Трейси Годри       | Лин Бессетт          | Анна Уилсон        |
| 6 июн  | Фёрст Юнион Либерти Классик | CDM | Петра Росснер      | Карен Данн           | Ханка Купфернагель |
| 7 авг  | Трофи Интернешнл            | CDM | Ваня Вонкс         | Юдит Арндт           | Трейси Годри       |
| 9 сен  | Ледис Тур Бенеден-Маас      | CDM | Петра Росснер      | Леонтин Ван Морсел   | Анна Уилсон        |
| 26 сен | Гран-при Швейцарии          | CDM | Анна Уилсон        | Ханка Купфернагель   | Аренда Гримберг    |

## Итоговый рейтинг
| Индивидуальный рейтинг | Индивидуальный рейтинг | Индивидуальный рейтинг    | Индивидуальный рейтинг | Индивидуальный рейтинг |
| Гонщик                 | Гонщик                 | Команда                   | Очки                   |                        |
| ---------------------- | ---------------------- | ------------------------- | ---------------------- | ---------------------- |
| 1-й                    | Анна Уилсон            | Saturn                    | 288 очков              |                        |
| 2-й                    | Ханка Купфернагель     | The Greenery Hawk         | 281 очков              |                        |
| 3-й                    | Трейси Годри           | Ebly                      | 162 очков              |                        |
| 4-й                    | Петра Росснер          |                           | 160 очков              |                        |
| 5-й                    | Сара Феллони           | Acca Due O-Lorena Camicie | 114 очков              |                        |
| 6-й                    | Роберта Бонаноми       | Acca Due O-Lorena Camicie | 113 очков              |                        |
| 7-й                    | Хантал Белтман         |                           | 104 очков              |                        |
| 8-й                    | Гунн-Рита Дале         |                           | 95 очков               |                        |
| 9-й                    | Ваня Вонкс             | Vlaanderen 2002 Ladies    | 84 очков               |                        |
| 10-й                   | Катрин Марсаль         | Edil Savino               | 84 очков               |                        |